# Сандбанк
Сандбанк — посёлок на полуострове Ковал в области Аргайл и Бьют. Расположен в 2,5 км к северу от Дануна недалеко от дорог A815 и A885.

## История
В 1876 году Александр Робертсон начал заниматься ремонтом лодок в своей маленькой мастерской на месте будущего посёлка. Дело пошло в гору и была создана компания «Александр Робертсон и Сыновья Ltd (судостроители)». «Золотые времена» для компании наступили в начале 1900-х годов, когда они начали строить гоночные яхты «Classic» 12 и 15 метров. Несмотря на высокое качество яхт компания прекратила своё существование в 1980 году.
Во время холодной войны у Сэндбанка швартовались подводные лодки ВМС США с 1961 по 1992 годы. После ухода американских войск из посёлка место дислокации конверсировали, и стали использовать в качестве простого причала для яхт и места погрузки древесины.
Близость большой воды позволила развиться системе причалов и пристаней, которых более 200 в посёлке. На причалах осуществляется брокерская деятельность и есть возможность проведения заправки.
Повышение уровня воды в 2007 году в заливе Холи Лох вызвало некоторые проблемы в деревне. Планируется формирование искусственного пляжа с дальнейшей застройкой местами парковки, ресторанами, офисами и магазинами.

## Известные уроженцы
В посёлке родился Джон Мак-Кинлей — путешественник Австралии.